# 長編映画
長編映画（ちょうへんえいが、feature film、feature-length film）とは、商業的な娯楽プログラムにおいて、主要または唯一の作品とみなされるのに十分な上映時間を持つ物語映画（narrative film、narrative motion picture、narrative movie）である。

## 概要
「フィーチャー映画」という言葉はもともと、短編映画やニュース映画を含む映画館のプログラムの中で、メインとなる長編の映画を指していた。特にアメリカやカナダでは、一般的に昼興行プログラムにはカートゥーンや少なくとも1本の週刊連載映画、そして一般的に週末には2本目の長編映画が含まれていた。
フィーチャー映画（A級映画）と抱き合わせで上映される作品はB級映画と呼ばれた。

## 初期
最初の長編劇映画は60分の『The Story of the Kelly Gang』（1906年、 オーストラリア）であった。その他の初期の長編映画には、『Les Misérables』（1909年、 アメリカ合衆国）や『L'Inferno』、『Defence of Sevastopol』（1911年）、『Oliver Twist』（アメリカ版）、『Oliver Twist』（ イギリス版）、『リチャード三世』、『From the Manger to the Cross』、『Cleopatra』 (1912)、『Quo Vadis?』（1913年）、『カビリア』（1914年）、『國民の創生』（1915年）などが含まれる。

## 解説
長編映画の長さの概念は、時代や場所によって変化してきた。映画芸術科学アカデミーや、AFI、英国映画協会によれば、長編映画の上映時間は40分以上としているが、映画俳優組合は60分以上と主張している。
フランスの国立映画&映像センターは、1,600メートル（5,200フィート）以上の35ミリフィルムと定義している。これはトーキー映画の場合、ちょうど58分と29秒である。
2時間という基準もあり、DVDの規格が策定される際、ハリウッド映画業界から「現在のメディアを上回る高画質・高音質で、1枚につき片面133分以上の収録時間」という要望が提示された。
東映取締役兼東映洋画部長の鈴木常承は1976年のインタビューにおいて、『ジョーズ（124分）』など（当時）ヒットしている洋画は2時間以内の作品であり、152分の『新幹線大爆破』は中身を濃くするため短縮する必要があると語っていた。実際にアメリカ版は115分、フランス版は100分に短縮している。